# Marosveresmart
Marosveresmart Felvinc része Romániában, Aranyosszéken, Fehér megyében.

## Fekvése
Tordától délre, az Enyedi úton fekvő település.

## Története
Marosveresmart és környéke már a honfoglalás előtti időkben is lakott hely lehetett. Területén gepida, avar és honfoglalás kori leletek kerültek napvilágra.
Nevét 1441-ben említette először oklevél Weresmorth néven, mikor Weresamarthy Széles Péter erőszakkal elfoglalta Csegez harmadát.
1520-ban Weresmarthi Boldizsár nevében, aki perlendi birtokrészt adott el.
20. század elején Torda-Aranyos vármegye Felvinci járásához tartozott.
1910-ben 837 lakosából 52 magyar, 724 román, 54 cigány volt, melyből 767 görögkatolikus, 39 református, 12 görögkeleti ortodox volt. 1920-ban Felvinc része lett, ettől kezdve adatait is a községhez számították.